# Hans van Manen
Hans van Manen (Amstelveen, 11 luglio 1932) è un ballerino, coreografo e fotografo olandese.
Figlio di una cameriera tedesca, fu allievo di Sonia Gaskell, Françoise Adret e Nora Kiss. Autore di diversi balletti, a partire dal 1961 ha lavorato presso le due maggiori compagnie di balletto olandesi.
Nel 2007, in occasione del settantacinquesimo compleanno, è stato tenuto in suo onore un festival presso lo Stopera. Nel 2013 è stato nominato patrono dell'accademia nazionale olandese di danza.

## Premi e onorificenze
- Ufficiale dell'Ordine di Orange-Nassau (1992)
- Deutscher Tanzpreis (1993)
- Premio Erasmo (2000)
- Prix Benois de la Danse (2005) per la carriera
- Prix BALLET 2000 a Cannes (2016) per la carriera
- Commendatore dell'Ordine del Leone dei Paesi Bassi (2007)